# 58-я горнострелковая дивизия
58-я горнострелковая дивизия — воинское соединение РККА, принимавшее участие в Великой Отечественной войне.
Сокращённое наименование — 58 гсд.
Период вхождения в действующую армию: с 22 июня по 19 сентября 1941 года.

## История
Дивизия ведёт свою историю от 58-й стрелковой дивизии, участвовавшей в 1940 году в присоединении к СССР Бессарабии и Северной Буковины и действовавшей в составе 17-го стрелкового корпуса 12-й армии Южного фронта. 24 апреля 1941 года дивизия была переформированная в горнострелковую. С 20 мая 1941 года начала пополняться приписным составом в количестве 1100 человек.
С началом Великой Отечественной войны, находясь в составе 13-го стрелкового корпуса 12-й армии, была подчинена Юго-Западному фронту и к 18 часам выступила в свой оборонительный район на линии Зелена — Яблоница — Ворохта — Любное. 1 июля в связи с отходом армии 58-я горнострелковая дивизия отступила на рубеж Богородчаны — Жураки — Надворна, а в ночь со 2 на 3 июля на рубеж Обертин — Коломыя — Заблотув.
К утру 7 июля 58-я горнострелковая дивизия, прикрывавшая на рубеже р. Ниглава отход армии к северному крылу Летичевского укрепрайона, отошла на восточный берег р. Збруч на участок Криков — Подфелинье — Хропотово — Юрковце. 15 июля немцы прорвали Летичевский УР. К исходу дня дивизия вела бой с противником, развивавшим наступление в направлении Бара. Утром 16 числа немцы вынудили её правый фланг отойти на рубеж Окладное — Сефаровка — совхоз Глядовский.
21 июля механизированные части противника зашли в тыл 6-й и 12-й армиям, угрожая им окружением. 12-я армия начала отход на восток. 23 июля 58-я горнострелковая дивизия выдвинулась из района Терлицы в направлении Нового Дашева.
У села Подвысокое возле урочища Зелёная Брама дивизия была окружена и разгромлена вместе с другими частями 6-й и 12-й армий. Её командир генерал-майор Николай Прошкин попал в плен и в январе 1942 года умер в лагере военнопленных, комиссар М. Пожидаев пропал без вести.
Дивизия была расформирована 19 сентября 1941 года как погибшая.

## Боевой состав
- 170-й горнострелковый полк
- 279-й горнострелковый полк (полковник С. Н. Руденко)
- 335-й горнострелковый полк
- 368-й горнострелковый полк
- 244-й артиллерийский полк
- 258-й гаубичный артиллерийский полк
- 138-й отдельный истребительно-противотанковый дивизион
- 125-й отдельный зенитный артиллерийский дивизион
- 81-й кавалерийский эскадрон
- 126-й сапёрный батальон
- 100-й отдельный батальон связи
- 36-й артиллерийский парковый дивизион
- 114-й медико-санитарный батальон
- 105-я отдельная рота химзащиты[2]
- 132-й автотранспортный батальон
- 59-й полевой автохлебозавод
- 268-я полевая почтовая станция
- 353-я полевая касса Госбанка[1]

## Подчинение
| На дату    | Фронт              | Армия      | Корпус                 |
| ---------- | ------------------ | ---------- | ---------------------- |
| 22.06.1941 | Юго-Западный фронт | 12-я армия | 13-й стрелковый корпус |
| 01.07.1941 | Юго-Западный фронт | 12-я армия | 13-й стрелковый корпус |
| 10.07.1941 | Юго-Западный фронт | 12-я армия | 13-й стрелковый корпус |
| 01.08.1941 | Южный фронт        | 12-я армия | -                      |

## Командование дивизии

### Командир дивизии
- Прошкин, Николай Игнатьевич (24.04.1941 — 19.08.1941), генерал-майор[4].

### Военный комиссар
- Пожидаев Михаил Никифорович (24.04.1941 — 19.08.1941), бригадный комиссар[5].

### Начальники политотдела
- Кудрявцев Арсений Матвеевич (24.04.1941 — 19.08.1941), полковой комиссар[5]